# Palpimanus schmitzi
Palpimanus schmitzi là một loài nhện trong họ Palpimanidae. Loài này được phát hiện ở Syria en Israel.